# Kup LEN 2005./06.
Ovo je četrnaesto izdanje Euro Cupa. Sudjelovale su 44 momčadi.

## Završnica
- Briscia -  Sintez Kazan 11:8, 6:7 (pr.)

- sastav Briscie (treći naslov): Marco Gerini, Mirko Vičević, Antonio Vittorioso, Harry Van Der Meer, Massimo Castellani, Roberto Calcaterra, Giovanni Foresti, Leonardo Binchi, Samir Barač, Igor Hinić, Goran Fiorentini, Nikola Ribić